# Berliet AI
Der Berliet AI, war ein nur als Chassis erhältliches PKW-Modell der Fahrzeugherstellers Berliet in Lyon aus dem Jahre 1911, welches aufgrund seiner effektiven Leistung auch als Berliet 22 CV bezeichnet wird.

## Geschichte und Technik
Das Fahrzeug erhielt seine allgemeine Betriebserlaubnis  durch den örtlich und sachlich zuständigen Inspecteur des Mines im Januar 1911. Für Fahrzeuge dieses Typs wurden die Chassisnummern 6101–7000 reserviert. Sollten diese alle lückenlos vergeben worden sein, wären 900 Berliet AI gebaut worden.
Der auch in diversen zeitgleich gebauten LKW-Typen eingebaute Vierzylindermotor hatte eine Bohrung von 100 und einen Hub von 140 mm, also einen Hubraum von 4398 cm³. Steuerlich war das Auto mit 16 CV fiscaux eingestuft, die bei 1000/min. abgegebene effektive Leistung betrug 22 PS.
Das Getriebe hatte vier Vorwärtsgänge und einen Rückwärtsgang. Der Antrieb erfolgte über eine Kardanwelle auf die Hinterachse. Der Radstand betrug 3,15 m (nach anderer Quelle 3,20 m), die Spurweite vorne 1,40 m, hinten 1,45 m. Das Fahrzeug hatte Rechtslenkung.
Ein Exemplar ist im Besitz des Conservatoire der Fondation Berliet.